# Andrew Garbarino
Andrew Reed Garbarino, né le 27 septembre 1984, est un homme politique américain. Membre du Parti républicain, il est élu à l'Assemblée de l'État de New York de 2013 à 2020 puis à la Chambre des représentants des États-Unis depuis 2021.

## Biographie

### Carrière professionnelle et débuts en politique
Andrew Garbarino est né et a grandi à Sayville, sur Long Island,. Son père, William Garbarino, est impliqué localement au sein du Parti républicain,.
Diplômé d'un baccalauréat universitaire en histoire et lettres classiques de l'université George-Washington en 2006 puis d'un juris doctor de l'université Hofstra en 2009, il devient avocat dans le cabinet familial de Sayville,.
En 2012, Andrew Garbarino est élu à l'Assemblée de l'État de New York avec 56,8 % des suffrages. Il est réélu avec 69,4 % des voix en 2014, 67,2 % en 2016 et 58,7 % en 2018.

### Représentant des États-Unis
À l'approche des élections de 2020, le représentant républicain Peter T. King — élu depuis 28 ans — annonce ne pas être candidat à un nouveau mandat. Andrew Garbarino se présente alors à la Chambre des représentants des États-Unis dans le 2e district de l'État de New York, qui comprend le sud du comté de Nassau et le sud-ouest du comté de Suffolk. Soutenu par le sortant, il remporte la primaire républicaine avec 63,3 % des voix face à Mike LiPetri, élu d'un district voisin à l'Assemblée de l'État de New York.
En raison du retrait de Peter T. King, l'élection est considérée comme serrée entre Andrew Garbarino et la démocrate Jackie Gordon, ancienne lieutenant-colonel dans l'armée et conseillère municipale de Babylon. Si le district compte légèrement plus de démocrates que de républicains, il a voté pour Donald Trump en 2016 et a donné six points d'avance à Peter T. King en 2018. Bien que largement distancé en termes de levées de fonds, Andrew Garbarino est élu représentant des États-Unis en novembre 2020 avec 52,9 % des suffrages. Il est réélu le 8 novembre 2022 et de nouveau le 5 novembre 2024.